# Juan Bautista Barli
Juan Bautista Barli (11 de enero de 1656, Niza, Francia – 2 de enero de 1694, Cucurpe Sonora) fue un misionero jesuita francés, que evangelizó en la Pimería Ata como parte de las misiones jesuíticas en el desierto de Sonora, en la Nueva España.

## Primeros años
Ingresó a la Compañía de Jesús en Milán, el 28 de octubre de 1672, donde el padre Decorme menciona sobre Barli: 
"Dotado de buen talento, mucha piedad y genio vivo y algo impetuoso, sabía vencerse; y cuando faltaba, se dominaba, hasta arrodillarse a los pies de los que creía haber ofendido. Aprovecharon los superiores su virtud y letras, señalándole para enseñar retórica a nuestros júniores del colegio de Brera (por 1676-9), pero el santo varón que desde joven había sido inspirado claramente de la Virgen, a pedir las misiones, no cesó hasta conseguirlo de nuestro padre general Tirso González (1687-1705)”.
Hizo en su provincia jesuítica, la profesión de cuatro votos el 2 de febrero de 1690, donde después enseñó gramática, humanidades y retórica. Partió de Génova en abril de 1692, hacia Cádiz y de ahí rumbo a la Nueva España. Para ello fue designado y enviado el mismo año, como misionero a evangelizar en la Nueva España, junto con Francisco Javier Saeta, Antonio Pérez y Manuel Ordaz, habiendo llegado a Veracruz México en octubre de ése año.
Continuó sus estudios teológicos, en el colegio máximo de San Pedro y San Pablo en Ciudad de México hasta terminarlos y lograr su ordenación sacerdotal meses después, ya en diciembre de 1692. De ahí es enviado a Puebla donde hace la tercera probación terminando así la formación en la Compañía de Jesús.
El encargado provincial de la orden Ambrosio Odón (1689-93), lo tenía destinado para enseñar sagrada Escritura en el colegio de Guadalajara, sin embargo, Barli acudió a la Virgen recordándole su antigua inspiración de misionar, y el día 8 de diciembre, día de la Inmaculada concepción de la Virgen, día en que terminaba su novena, el mismo padre provincial le comunicó que había cambiado de parecer, designándolo para misionar al norte de la Nueva España, en la Pimería Alta en Sonora en la misión de S. José de Hymeris, y la de Santiago de Cocóspera, apoyando al padre Eusebio Francisco Kino en el rectorado de Dolores y parte de las misiones jesuíticas en el Desierto. Su compañero de viaje Javier Saeta fue designado a la misión de Caborca.
A finales de 1693 el Padre Sandoval se retiró de Cocóspera e Hymeris (posteriormente ímuris Sonora) siendo reemplazado por el P. Juan Bautista Barli,
 

Otros sacerdotes, mencionan parte del trabajo de Barli diciendo:
"Desde su misión de S. José de los Hymeris, escribía en versos latinos a los júniores, las dulzuras de la cruz de misionero, celebrando la dicha de no tener muchas veces por cama, más que la dura tierra; por techo 'y abrigo, las bóvedas del cielo; y por alimento, las hierbas del campo" (Dec)."¡Oh padre mío (escribía también a su antiguo padre espiritual), el co-razón me dice que Dios espera de mí, alguna prueba extraordinaria, y tengo siempre presentes aquellas palabras, que se dignó el Señor dirigirme, por su santo Cristo de Brera: 'Ego te elegi ad missiones'. '¡Maravillas divinas!' se agrada el cielo en que se sacrifique en flor, hasta la esperanza de servirle".
Barli, sintiéndose enfermo por hidropesía y una infección del hígado, impidiéndole poder trabajar, por lo que se trasladó queriendo recuperarse, sin embargo, falleció en Cucurpe siendo su deceso a los 38 años, el día 2 de enero de 1694. Sus restos fueron colocados al lado del Evangelio en la Iglesia de Santos Reyes en Cucurpe.

## Obra
Se conservan en Roma 9 cartas de Barli.